# The Girls of the Playboy Mansion
The Girls of the Playboy Mansion (Originaltitel: The Girls Next Door) war eine US-amerikanische Doku-Soap, die das scheinbare Privatleben des Playboy-Gründers Hugh Hefner und seiner Freundinnen in der Playboy Mansion behandelte.
Kreiert wurde die Serie von dem Produzenten Kevin Burns und Hugh Hefner.

## Besetzung
Die ersten fünf Staffeln zeigten Hefners „Freundinnen“ Holly Madison, Bridget Marquardt und Kendra Wilkinson als Hauptdarstellerinnen, die alle am Ende der fünften Staffel aus unterschiedlichen Gründen aus der Mansion auszogen. Die sechste und letzte Staffel wurde mit Hefners neuen „Freundinnen“, den Zwillingen Kristina und Karissa Shannon und Crystal Harris weitergeführt. Am 13. Januar 2010 twitterte Hefner, dass er sich von den Zwillingen getrennt habe: Sie wollten ihr Studium beenden und er wolle sie dabei unterstützen.

## Kritiken
„Die Doku-Soap ‚The Girls of the Playboy Mansion‘ wirft einen Blick in die Schlafzimmer von Hugh Hefners Bunnys und zwingt selbst den größten Trash-Fan in die Knie. […] Schöne Belanglosigkeiten und verpixelte Silikonbrüste alleine sind zu wenig. Der Sendung fehlt das wahrhaft Skandalöse, der Showcharakter und das Erzählerische. So langweilig kann eine prickelnde Männerphantasie nach 30 Minuten Konsum am Stück werden!“

## Veröffentlichung
In den Ländern Australien, Brasilien, Mexiko, Chile, Kolumbien, Neuseeland, Italien, dem Vereinigten Königreich, Südafrika, Deutschland und Schweden weicht der Titel der Sendung mit The Girls of the Playboy Mansion von dem Originaltitel The Girls Next Door ab. In Deutschland war die Serie bislang auf E! Entertainment, VIVA und Comedy Central zu sehen.
Neben der Fernsehauswertung wird die Serie auch auf DVD vertrieben.

## Spin-offs
Nach dem ausbleibenden Erfolg der Serie nach dem Ausstieg der drei ursprünglichen Protagonistinnen wurde mit Ablegern des Formats versucht, an vorheriges Zuschauerinteresse anzuknüpfen. Holly’s World, Kendra und deren Neuauflage Kendra on Top folgen den Lebenswegen der ersten Protagonistinnen nach ihrem Aufenthalt in der Playboy Mansion.
Kendra Wilkinson wurde für eine eigene Doku-Soap gemeinsam mit ihrem neuen Freund, dem American-Football-Spieler Hank Baskett, engagiert, den sie im Verlauf der Serie heiratet und mit ihm ein gemeinsames Kind bekommt.
2010 wurde ein Backdoor-Pilot unter dem Titel The Girls Next Door: The Bunny House gesendet, der das Leben in der Playboy Mansion scheinbar dokumentiert. Darstellerinnen waren unter anderen Jaime Faith Edmondson (Playmate Januar 2010), Hope Dworaczyk (Playmate des Jahres 2010), Claire Sinclair (Playmate des Jahres 2011), Jayde Nicole (Playmate des Jahres 2008), Crystal McCahill (Playmate Mai 2009), Anna Sophia Berglund (Playmate Januar 2011) und Crystal Harris (Playmate Dezember 2009), die bereits in der sechsten Staffel mitgewirkt hatte. Der Pilot wurde nicht in Serie gegeben.